# Waschabgleich
Der Begriff Waschabgleich bezeichnet im Adresshandel die Bereinigung von Adressbeständen hinsichtlich ihrer mutmaßlichen Aktualität und Bonität. Durch die Entfernung von Kunden mit Negativmerkmalen aus den Kundenstämmen soll verhindert werden, dass Unternehmen Aufwendungen in Bezug auf potentielle Kunden tätigen, mit denen sie mangels vermuteter Bonität ohnehin keine Geschäfte abschließen möchten. Die Abgleich kann über Bonitätsprüfungen erfolgen, aber auch anhand von Nixielisten mit Adressen, die als für die Werbung ungeeignet angesehen werden.